# Julius Andreas Hefty
Julius Andreas Hefty (také Gyula Andor Hefty, Július Andrej Hefty, 14. února 1888, Bratislava – 3. prosince 1957, Budapešť) byl pedagog, novinář, politik, horolezec, propagátor Vysokých Tater, který působil v Kežmarku.

## Životopis
Pocházel ze 16 dětí. Byl z nich nejstarší. Jeho otec Dr. Friedrich Hefty, který v době jeho narození pracoval v Bratislavě, byl profesorem na Technické univerzitě, pocházel ze Švýcarska. Hefty studoval v Bratislavě a na univerzitě v Budapešti. Byl členem budapešťského akademického turistického spolku BETE (Budapesti egyetemi Turista Egyesület). Od roku 1909 byl jeho tajemníkem a od roku 1913 hlavním tajemníkem.
Kolem roku 1911 se přistěhoval do Kežmarku. Zde působil jako učitel dějepisu na obchodní škole. Spolu s Otto Brucknerem se zapojil do zimních sportů jako učitel lyžování. Hefty se stal vynikajícím horolezcem. V letech 1908 – 1923 uskutečnil ve Vysokých Tatrách přes 40 zimních výstupů. Túry podnikal zejména s Alfredem Groszem, Ľudovítem Rokfalusym, Gyulou Komarnickim. S Komarnickim provedl 18. prosince 1912 prvovýstup severní stěnou Malého Kežmarského štítu). Hefty a jeho přátelé provedli prvovýstup severozápadní stěnou na Kriváň a v roce 1913 s Gyulou Komarnickim první zimní výstup severním hřebenem od Gerlachovského sedla na Gerlachovský štít. Ve Vysokých Tatrách je po něm pojmenován žlab v jižní stěně Jahňacího štítu, který spolu s nimi vylezl v roce 1911. Byl jedním z nejlepších odborníků na oblast Belianských Tater. Pro turisty organizoval lyžařský výcvik, cvičil horské vůdce. Byl funkcionářem Karpatského spolku (Karpathenverein) a v letech 1920 – 1937 jeho hlavním tajemníkem.
V letech 1916 – 1919 byl odpovědným redaktorem týdeníku Karpathen-Post (Karpatská pošta). Vydával ročenky Karpatského spolku (Karpathen-Jahrbuch). Byl redaktorem časopisu Turistaság és alpinismus (Turistika a alpinismus) (1918–1923) i jeho pokračovatele Turistik, Alpinismus, Wintersport (Turistika, Alpinismus, Zimní sporty) (1924–1933). Články propagoval turistiku, horolezectví a zimní sporty. Napsal přes 25 prací na tato témata. Byl autorem i spoluautorem turistických a lyžařských průvodců, publikací o lázeňství a cestovním ruchu. Spolupracoval na vydání mapy Vysokých Tater, vydal horolezecký slovník. V letech 1924 až 1939 byl inspektorem evangelického církevního sboru Unterschwaben (dnes Červený Kláštor).
Po první světové válce svými články v Karpathen-Postu podporoval vytvoření samostatné Spišské republiky, která byla vyhlášena 9. prosince 1918 v Kežmarku. 7. prosince se v Budapešti setkal s tehdejším československým velvyslancem v Maďarsku Milanem Hodžou a neúspěšně se od něj snažil získat příslib samosprávy pro spišské Němce. Když Kežmarok obsadila čs. armáda, Hefty byl propuštěn ze školy. 20. února 1920 byl zatčen. Byl vězněn v Košicích, Ilavě a v Bratislavě. Po propuštění bydlel v Tatranské Poliance. Ani zde neustal v propagátorské činnosti. Hodně cestoval po Evropě, aby svými přednáškami přilákal do Tater a na Spiš turisty. V roce 1928 ho úřady zbavily státního občanství, ale až před druhou světovou válkou, kolem roku 1938, se přestěhoval do Budapešti, kde zemřel a je pohřben.

## Dílo
- Lyžařský průvodce po Belianských Tatrách (1912)
- Lyžařský průvodce po Vysokých Tatrách (1912)
- Lyžařský průvodce pro Štrbské Pleso (1914)
- Směrnice pro výuku lyžování (1917)
- Podrobný průvodce po Vysokých Tatrách (1922)
- Krátký průvodce po Vysokých Tatrách (1934)
- Velký průvodce zimních sportů severního Maďarska a Sedmihradska (1943)
- Vyšné Ružbachy (1930)
- Gerlachov (1932)
- Kežmarský dřevěný kostel (1933)
- Sedmihradsko (1941)